# Sandava
Sandava là một chi bướm đêm thuộc họ Erebidae.

## Loài
- Sandava scitisignata Walker, 1862
- Sandava xylistis Swinhoe, 1900